# Douglas F5D Skylancer
Douglas F5D Skylancer je bil ameriški enomotorni reaktivni lovec, razvit na podlagi F4D Skyraya. F5D je bil 2,4 metra daljši in je uporabljal Whitcombovo površinsko pravilo za zmanjšanje zračnega upora. Prvi let je 21. aprila 1956. Skupno so zgradili štiri prototipe, letalo ni vstopilo v serijsko proizvodnjo. 

## Specifikacije(F5D)
Podatki iz The American Fighter; Angelluci 1987, p. 191.
Splošne karakteristike
- Posadka: 1
- Dolžina: 53 ft 9¾ in (16,40 m)
- Razpon kril: 33 ft 6 in (10,21 m)
- Višina: 14 ft 10 in (4,52 m)
- Površina kril: 557 ft² (51,7 m²)
- Teža praznega letala: 17444 lb (7912 kg)
- Naložena teža: 24445 lb (11088 kg)
- Maks. vzletna teža: 28072 lb (12733 kg)
- Pogon letala: 1 × Pratt & Whitney J57-P-8 turboreaktivni motor
  - Potisk motorjev (suh): 10200 lbf (45 kN)
  - Potisk motorjev z dodatnim zgorevanjem: 16000 lbf (71 kN)

 Zmogljivost 
- Maks. hitrost: 990 mph (860 vozlov, 1590 km/h, Mach 1,48)
- Doseg: 1335 milj (1160 nmi, 2148 km)
- Višina leta: 57500 ft (17500 m)
- Hitrost vzpenjanja: 20730 ft/min (105,3 m/s)
- Obremenitev kril: 43,9 lb/ft² (214 kg/m²)
- Razmerje potisk/teža: 0,65

Oborožitev

- Strelno orožje: 4 × 20 mm (0.79 in) avtomatski topovi
- Rakete: 72 × 2 in (51 mm) rakete
- Izstrelki: 

  - 4 × AIM-9 Sidewinder ali
  - 2 × AIM-7B Sparrow

Letalska elektronika

- X-24A radar